# Polyortha lyncurion
Polyortha lyncurion es una especie de polilla de la familia Tortricidae. Se encuentra en Costa Rica.